# Дембицки, Штефан
Ште́фан Демби́цки (пол. Stefan Dembicki; 15 июля 1913, Marten — 23 сентября 1985) — французский футболист, играл на позиции нападающего. Дембицки стал автором одного из мировых рекордов в истории футбола, забив 16 голов в одном матче.

## Биография

### Игровая карьера
Дембицки по происхождению был поляком и в юности переехал во Францию, где прошла вся его футбольная карьера. Во Франции Дембицки сменил фамилию на своё прозвище Станис (фр. Stanis). В составе «Ланса» Дембицки отыграл большую часть карьеры, забив более 200 голов и в 1937 и 1949 годах два раза выиграл Лигу 2.
13 декабря 1942 года в матче 1/32 финала Кубка Франции против клуба «Оби-Астуриес» забил 16 голов в одном матче, что является мировым рекордом среди футболистов по количеству голов забитых за один матч — тот матч закончился со счётом 32:0 в пользу «Ланса».

### Смерть
Скончался 23 сентября 1985 года в возрасте 72 лет.

## Достижения
«Ланс»
- Чемпион Франции (Лига 2) (2) : 1936/37, 1948/49